# Barreau
Pour les articles homonymes, voir Barreau (homonymie).
Pour les articles ayant des titres homophones, voir Bareau, Barot, Barrau, Barraud, Barrault, Barraux et Barrot.
Le barreau est l'ordre professionnel des avocats. C'est un organisme professionnel, administratif et juridictionnel de défense et de régulation de la profession des avocats. Chaque avocat, pour exercer sa profession, doit appartenir à un barreau.

## Par pays

### Canada
Il peut se situer au niveau provincial, comme au Québec, ou au niveau local. L'Ordre des avocats au Québec se nomme le Barreau du Québec, duquel tous les avocats sont membres, en plus d'un barreau de section.

### Suisse
En Suisse, le barreau est organisé au niveau cantonal et l'on parle plus couramment du registre cantonal.

### France
En France, l'Ordre, comme le Barreau, sont tous deux des personnes morales de droit privé exerçant des prérogatives d'intérêt public (ce ne sont pas des Établissements d'utilité publique). L'Ordre comprend l'ensemble des avocats, y compris honoraires (de même que stagiaires, lorsque ce régime existe, ce qui n'est pas le cas, depuis 2004)[pas clair]. Le Barreau ne rassemble que les avocats inscrits, donc en exercice. C'est l'Ordre qui rassemble les votants désignant le Conseil de l'Ordre, organisme professionnel.
Il existe un barreau auprès de chaque tribunal judiciaire. Son bâtonnier, avocat élu par ses confrères et consœurs, est notamment chargé de la discipline de la profession d'avocat. Le droit français admet cependant des structures d'exercice inter-barreaux. Le Conseil national des barreaux est chargé de représenter la profession d'avocat notamment auprès des pouvoirs publics, d'unifier les règles et usages de la profession d'avocat (Code de déontologie des avocats), et d'en organiser la formation.
Chaque avocat peut se faire omettre du barreau, c'est-à-dire qu'il reste membre de l'Ordre mais ne peut plus faire état de son titre d'avocat ni exercer cette profession ; cette procédure est employée notamment pour pouvoir exercer des activités incompatibles avec celle d'avocat ou bien pour des raisons de santé.
Le mot barreau vient d'une barre de fer ou d'une barrière en bois qui séparait le lieu où se tenaient les plaideurs de celui qui était réservé aux juges, et c'était à cette barrière que se plaçaient ceux-ci pour recevoir les mémoires et les requêtes qu'on avait à leur présenter.

#### Lobbying auprès de l'Assemblée nationale
L'ordre des avocats de Paris est inscrit comme représentant d'intérêts auprès de l'Assemblée nationale. Il déclare à ce titre en 2013 un budget global de 59 798 384 euros, et indique que les coûts annuels liés aux activités directes de représentation d'intérêts auprès du Parlement sont compris entre 1 000 000 et 1 250 000 euros.

### Belgique
En Belgique il y a vingt-six barreaux regroupés en deux ordres communautaires ; ainsi :
1. L'ordre des barreaux francophones et germanophone de Belgique (OBFG - officieusement, AVOCATS.BE), qui regroupe les dix barreaux francophones (y compris celui de Bruxelles français et le barreau de Liège-Huy) et le seul barreau germanophone (Eupen),
2. L'ordre des barreaux flamands (Orde van vlaamse balies - OVB - officieusement, ADVOCAAT.BE), qui regroupe les huit barreaux flamands (y compris celui de Bruxelles flamand).

et l'Ordre des avocats à la Cour de cassation.
Chaque ordre est dirigé par un bâtonnier (stafhouder en néerlandais) et un conseil de l'ordre. Les deux ordres communautaires sont dirigés par un président, un conseil d'administration et l'assemblée générale des bâtonniers.
La discipline est exercée par six conseils de discipline (trois par communauté, un dans chaque ressort de cour d'appel), chapeautés par deux conseils de discipline d'appel (un par communauté),

## Histoire
La profession d'avocat fait son apparition en France au XIIIe siècle. Le premier texte réglementant la profession date de 1274. L'avocat est alors tenu d'être inscrit sur une liste officielle, dont la première conservée est celle de Paris et date de 1340.
Vers 1789, le barreau de Paris compte 607 avocats, celui de Nancy 260, celui de Toulouse 222, celui de Rouen 178, celui de Bordeaux 159, celui de Rennes 152, celui de Metz 73, celui de Lyon 67, celui de Marseille 52. 
Selon L'Encyclopédie, « barreau, en termes de Palais, signifiait dans l’origine une barre de fer ou fermeture de bois à hauteur d’appui, qui séparait l’enceinte où étaient assis les juges d’avec les parties extérieures du tribunal où étaient les avocats, et autres praticiens ».